# Ilex kaushue
Ilex kaushue — вид квіткових рослин з родини падубових.

## Морфологічна характеристика

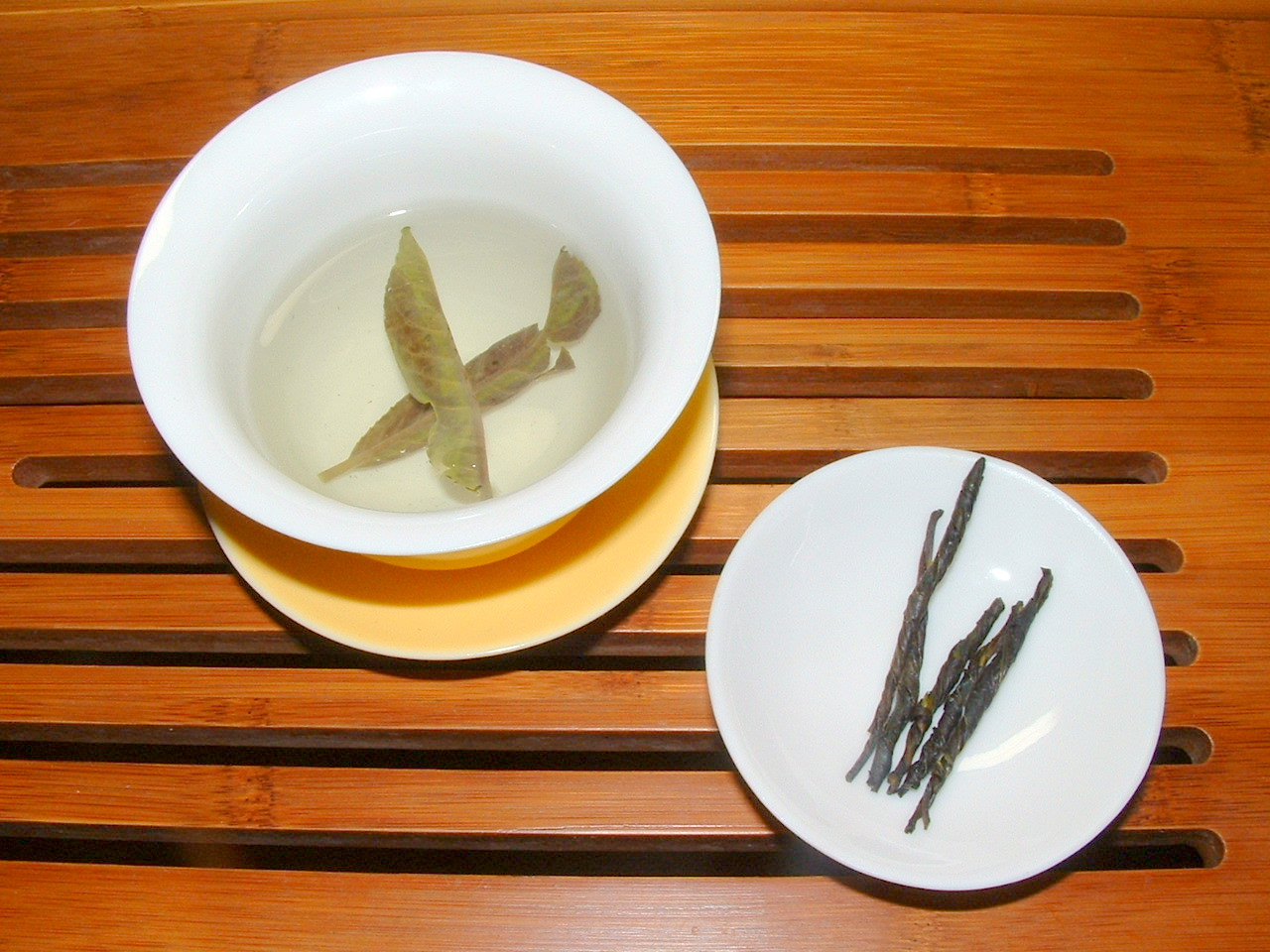
чай із листя рослини

Це вічнозелене дерево ≈ 8 метрів заввишки. Гілочки коричневі, міцні, поздовжньо-ребристі та борозенчасті, запушені. Листя на гілках першого-другого року. Листкова ніжка 20–22 мм, абаксіально (низ) заокруглена, зморшкувата, адаксіально борозенчаста, запушена. Листова пластина абаксіально зеленувата, адаксіально зелена і блискуча, від довгастої до видовжено-еліптичної, 10–18 × 4.5–7.5 см, край подвійно або густо пилчастий, верхівка гостра або коротко загострена. Плід червоний, кулястий, 9–12 мм у діаметрі. Квітне у квітні — червні; плодить у липні — жовтні.

## Поширення
Ареал: пд.-цн. і пд.-сх. Китай, Хайнань, пн. В'єтнам. Населяє густий ліс; на висотах від 1000 до 1200 метрів.

## Використання
Листя використовують як замінник чаю. Освіжає, стимулює і втамовує спрагу. Гіркуватий смак, хоча з дещо солодким присмаком. Чай багатий мікроелементами, але не містить кофеїну. Популярний напій у деяких частинах Східної Азії, його регулярне вживання, як кажуть, має низку корисних властивостей для здоров'я, допомагаючи регулювати низку функцій організму. Його найважливішою біологічною активністю є, ймовірно, його вплив на ліпідний обмін і кровообіг, допомагаючи в профілактиці таких станів, як артеріосклероз і гіпертонія. Кажуть, що чай з листя втамовує спрагу, освіжає розум, покращує зір і виводить мокротиння. Його також використовували для лікування ряду станів, включаючи застуду, риніт, свербіж очей, застій кон’юнктиви та головні болі. Це корисно для поліпшення травлення та полегшення негативного впливу алкоголю. При зовнішньому застосуванні для промивання чай може вбивати бактерії, зменшувати запалення та знімати свербіж. Листя містить ряд корисних для здоров'я сполук, включаючи тритерпеноїди, флавоноїди та фенолкарбонові кислоти. Серед багатьох переваг для здоров'я ці сполуки є потужними антиоксидантами, регулюють ліпідний обмін, можуть захищати серцево-судинну систему та запобігати раку.